# جولین پاردی
جولین پاردی (انگلیسی: Jolene Purdy؛ زادهٔ ۹ دسامبر ۱۹۸۳) یک هنرپیشه اهل ایالات متحده آمریکا است.
از فیلم‌ها یا برنامه‌های تلویزیونی که وی در آن نقش داشته است می‌توان به زیر گنبد اشاره کرد.